# Kajántó község
Kajántó község (románul: Comuna Chinteni) község Kolozs megyében, Romániában. Központja Kajántó, beosztott falvai Bodonkút, Diós, Fejérd, Fejérdi fogadók, Hosszúmacskás, Magyarmacskás, Szellőcskevölgy, Szentmártonmacskás. 2008 óta Kolozsvár metropolisztérség része.

## Fekvése
Kolozs megye északnyugati részén helyezkedi el, Kolozsvártól 13 kilométerre. A DJ 109A megyei úton közelíthető meg.

## Népessége
1850-től a népesség alábbiak szerint alakult:
| Lakosok száma | 4073 | 4780 | 5810 | 6227 | 6734 | 4994 | 3067 | 2786 | 3065 | 4533 |
|               | 1850 | 1880 | 1900 | 1930 | 1941 | 1977 | 1992 | 2002 | 2011 | 2021 |

A 2011-es népszámlálás adatai alapján a község népessége 3065 fő volt, amely növekedett a 2002-ben feljegyzett 2786 főhöz képest. A lakosság 77%-a román, 17,72%-a magyar. Vallási hovatartozás szerint a lakosság 68,09%-a ortodox, 14,49%-a református, 4,08%-a görögkatolikus, 2,45%-a római katolikus, 2,28%-a pünkösdista, 1,34%-a baptista és 1,11%-a a Keresztyén Testvérgyülekezet tagja.

## Nevezetességei
A község területéről az alábbi építmények szerepelnek a romániai műemlékek jegyzékében:
- a bodonkúti Istenszülő elszenderedése fatemplom (LMI-kódja CJ-II-m-B-07808)
- a fejérdi Szent Mihály és Gábriel arkangyalok templom (CJ-II-m-B-07611)
- a kajántói Mindenszentek-templom (CJ-II-m-B-07565)
- a magyarmacskási kúria (CJ-II-m-B-07700)
- a szellőcskevölgyi fatemplom (CJ-II-m-B-07750)

## Híres emberek
- Dióson született Papp Sándor (1868–1937) festő.
- Fejérden született Benkő András (1923) zenetörténész.
- Kajántón születtek Józsa János (1901–1973) tudománytörténész, műfordító, Kelemen Árpád (1932–1997) a kolozsvári Műszaki Egyetem professzora, feltaláló, a New York-i Tudományos Akadémia tagja, Lakó Éva (1935) régészeti szakíró, muzeológus, Szekernyés János (1941) irodalomtörténész, újságíró.